# マックス・グリーンバーグ
マックス・グリーンバーグ（Max "Big Maxie" Greenberg、1883年 - 1933年4月12日）はアメリカ合衆国のユダヤ人ギャング。デトロイト生まれ。親は東欧移民。

## セントルイス
若い頃セントルイスでイーガン・ラッツなるギャング団に属していた。
1919年、バーデン銀行を強盗した。また列車強盗で捕まり、イーガンギャングが結託していたミズーリ州知事の嘆願による大統領特赦で釈放された。その後酒の密輸稼業に転じ、開業資金としてウィリアム・イーガンから2000ドルを借りたが、メキシコ人の密輸屋から酒を買った後、ミシシッピ川で落としたと言い訳して金を返さなかった。小競り合いが高じた末の銃撃戦で仲間のベン・ミルナーが銃殺されたため、セントルイスを離れ、デトロイトに移った。

## 禁酒法時代
1920年秋、ツテを頼ってニューヨークに来るとワキシー・ゴードンにアーノルド・ロススタインを紹介され、保険加入、私物の担保などと引き換えに密輸の開業資金17万5千ドルを借入れるとセントルイスに舞い戻った。イーガンギャングのライバルだったホーガンギャングに組してイーガンギャングと抗争した。その後再びニューヨークに戻ってゴードンと共に本格的な密輸事業を始めた。
ロススタインに買収されたアメリカ沿岸警備隊やニュージャージー州の関税役人の協力で、海上経由でカナダ産ウィスキーやスコッチ・ウイスキーを密輸し、ニューヨークの高級ホテルへ配送し、大儲けした。1925年、密輸船の船長の密告でゴードンと共に逮捕され、禁固刑に服した。

## 密造酒の製造
1929年7月、ニュージャージーに拠点を移し、ワキシー・ゴードン、マックス・ハッセルとカルテルを結成、蒸留所を多数立ち上げた。少なくとも16-17の蒸留所を北はバッファローから南はメリーランド州まで東海岸一帯に建造し、国産ビールの最大供給者になった。またサム・ブロンフマンのカナダ産ウイスキーを密輸し、東海岸マフィアに売りさばいた。
1930年頃より、ラッキー・ルチアーノとマイヤー・ランスキーから全米犯罪シンジケートへの参加を求められ、圧力は次第に厳しくなった。また縄張りを損なわれたと見られるダッチ・シュルツからも脅迫を受けた。
1933年4月12日午後、ニュージャージー州エリザベスのカートリトホテルの一室でマックス・ハッセルと共に射殺された。ハッセルは部屋の入り口付近で、グリーンバーグは部屋奥の机にもたれかかるようにして頭と胸に計5発の銃弾を浴びていた。その日ホテルでゴードン、ハッセルと仕事の打合せをし、ゴードンだけ会議を先に抜けて別の部屋に情婦ナンシー・プレッサーと一緒にいた。
後日マーダー・インクのフランキー・カルボが殺人犯として逮捕された。ランスキー＆ルチアーノの関与、又はゴードンの仲間でマーダー・インクの幹部でもあったアブナー・ツヴィルマンの関与が取り沙汰された。